# Angel-Eye
Angel-Eye, pseudoniem van Angela Shuman (meisjesnaam: Brouwers) (Bunde, 11 september 1974), is een Nederlands artieste, componiste en producent die na haar platencontract bij EMI België sinds 2000 samenwerkt met René Shuman als coproducent. Sinds 2003 staan zij samen op het podium als het duo Shuman & Angel-Eye, Mr. & Mrs. Rock'n Roll.
Angela componeert en produceert muziek en ontwikkelt IT- en marketingtrajecten. Ze schreef vele bekende reclametunes en leaders waaronder voor Audi, Profile de Fietsspecialist, Arke Reizen, Rabobank, Sony. Tevens produceerde ze in opdracht van andere artiesten en platenmaatschappijen waaronder EMI, Arcade en Byte Records. In België had ze een platencontract bij EMI als leadzangeres van de groep Tiger Tiger, een project in de stijl van Phil Spector. Ze nam composities voor haar rekening en ook Guy Chambers, schrijver en componist van de hits van Robbie Williams, bracht composities aan voor dit project. Ze speelt gitaar, piano en saxofoon en studeerde hoofdvak piano lichte muziek aan het conservatorium in Maastricht. Vanaf haar 18e heeft ze een productiebedrijf en uitgeverij met de naam AudioNet.
Haar artiestennaam Angel-Eye ontleent zij aan internetactiviteiten waar ze in 1996 mee is begonnen. Als "The virtual artist" schreef ze over "de wereld door haar ogen" met een populair internetblog met foto's, films en een dagboek. Het was een voorloper van het concept Facebook dat pas in 2004 is opgericht en in Nederland in 2009 is geïntroduceerd. Ook het feit dat er toen al films op stonden was voor die tijd opmerkelijk gezien YouTube pas in 2005 is opgericht. Haar technische ondernemerschap heeft ze gecontinueerd in app- en software ontwikkeling ten behoeve van het bereiken van doelgroepen. 

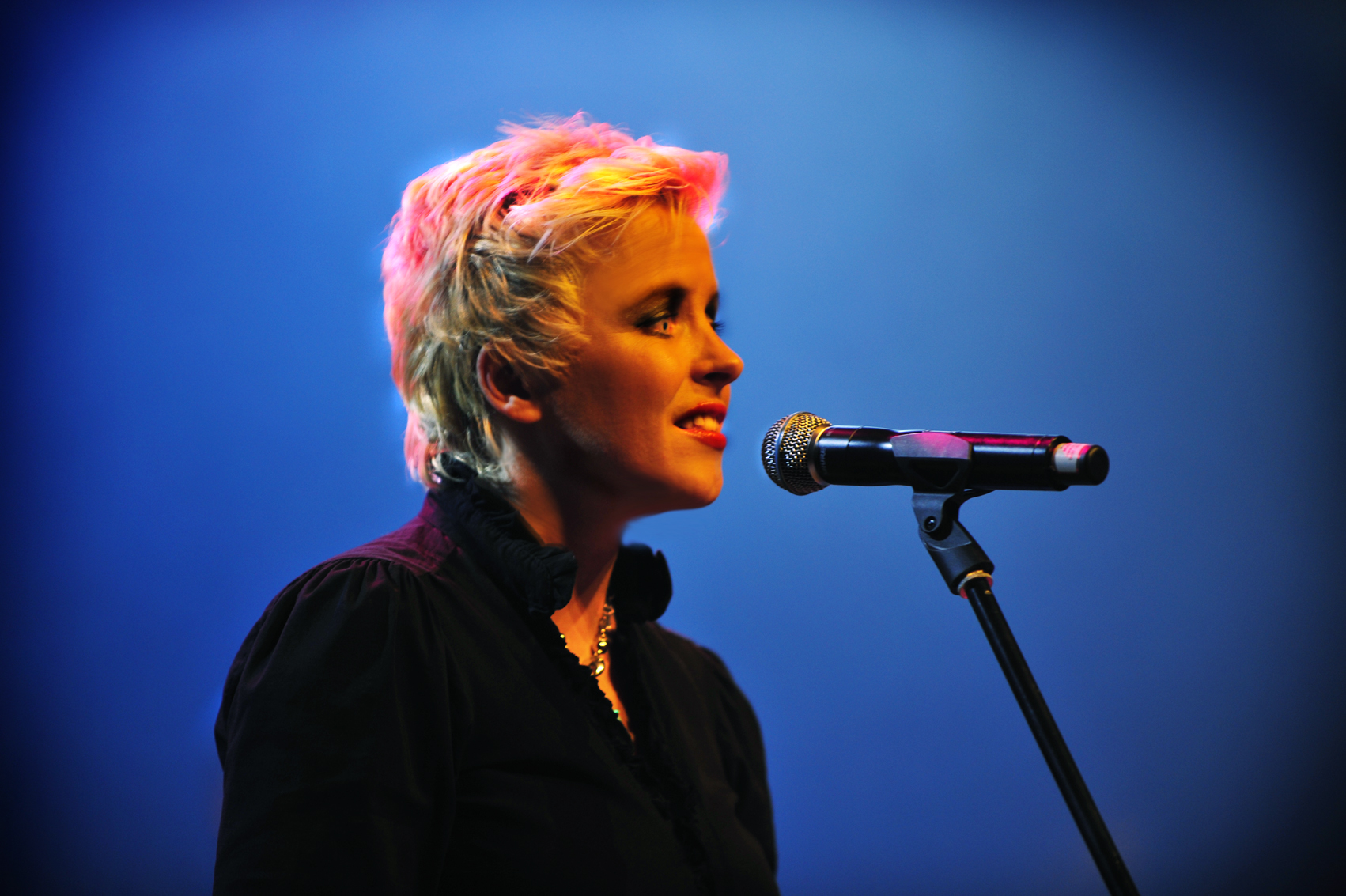

Naar aanleiding van een tv-documentaire in 2000 over haar activiteiten nam René Shuman contact met haar op. Samen produceerden ze de leader voor een commercial van Audi die wereldwijd is uitgezonden. Ook produceren ze in 2001 Shumans comebackalbum Set the clock on Rock!. Vanaf 2003 gingen ze samen succesvol verder als duo onder de naam "Shuman & Angel-Eye". Sindsdien produceert zij hun gezamenlijke tv-producties. Als Shuman & Angel-Eye hebben ze inmiddels enkele gouden platen/dvd's.

## Tijdslijn vanaf 1994
Marketing, leaders, tunes, jinglepakketten voor: Profile de Fietsspecialist, Arke Reizen, Sony, Bieze, Audi en Rabobank.
- Eternity (single/maxisingle 1998); coauteur, Arcade Benelux, Frankrijk en Spanje. PlayStation 3 Duke Nukem
- Michael's Beatbox (album); coproducer & coauteur
- I'm so high (single 2000); lead Tiger Tiger (EMI België)
- Les Vacences D'été (single 2000); coproducer Kim Kay (EMI België en Frankrijk)
- Bury the hatchet (album 2000); producer album voor rockband Right Direction, "I scream Records" (Europe) en Victory Records (USA release)
- The Partyplane (single 2000); DJ-Peter Project (Byte Records) Nr 6 Ultra top 30 België

Producties voor Exit 31, Dj Peter Project (2x nr 1 België) Volumia, Willie Claes (Minister van Staet, pianist).

### Dvd's & cd's uitgebracht onder "Shuman & Angel-Eye"
- Don't be cruel (single 2003). Nr 12 in Mega Top 50; nr 13 in Top 40
- Magic ride (single 2006). Nr 20 in Mega Top 50 Release door oud-Tour de France-winnaar Bernard Hinault. Officiële Toursound 2006
- Mr. & Mrs. Rock-'n-Roll (dvd 2007); Openluchttheater in Valkenburg aan de Geul GOUDEN STATUS uitgereikt in live uitzending Tijd voor MAX
- Suspicious minds (single 2007);
- The Dream (soap 2007); 8-delige docu naar concert (Via TROS kanaal)
- The Dream goes Christmas (soap 2007); 4-delige docu (Via TROS-kanaal)
- Everyday Christmas (single 2007). (Gouden status)
- The Night comes to an end (single 2008)
- The Dream (part 1) (dvd 2008)
- Rockin' around the Christmas Tree (dvd 2008)
- Everybody is a dancer / The Dream (single 2010). Geschreven samen met Peter Koelewijn.
- Travel in Time / The Dream (single 2010). De videoclip werd opgenomen in Los Angeles. "The Dream" is de internationale naam van Shuman & Angel-Eye.
- Travel in Time / The Dream (album 2010)
- Next Level (single 2012)
- A Magical Night Deel 1 (dvd 2012)
- A Magical Night Deel 2 (dvd 2012)
- Keeping the dream alive (dvd 2013)
- Are you ready? Deel 1 (dvd 2016)
- Are you ready? Deel 2 (dvd 2016)
- Welcome to Graceland (dvd 2017)
- We gaan naar Amerika (roadmovie docu 2019 rondom Amerika Muziekreizen)
- I write a song (single 2020) NPO VPRO Artificial Intelligence Song Contest

Tours Shuman & Angel-Eye:
(Theaters)shows in Nederland, België, Duitsland en de Verenigde Staten met klassiekers van Elvis Presley, Roy Orbison, Johnny Cash. 
Elke 16 augustus (overlijdensdatum Elvis Presley, 1977) is er een Elvis Memorial concert.
Tevens organiseren zij muziekreizen naar Amerika. (Nashville, Tupelo, Memphis, Graceland, Hawaï)

Trivia:
- Sinds 2008 geeft Angela tevens seminars en workshops op het gebied van persoonlijke ontwikkeling en bedrijfsmatige groeikansen. Tot 2014 was ze eigenaar van het bedrijf TopChange bv.